# LaQ
LaQ（ラキュー）は、日本の玩具会社ヨシリツが製造・販売する、プラスチック製の組み立てブロックである。「ゲーム脳」なる造語を提唱したことで有名になった脳科学者を自称する日本大学文理学部教授の森昭雄が推薦していることで知られる。

## 概要

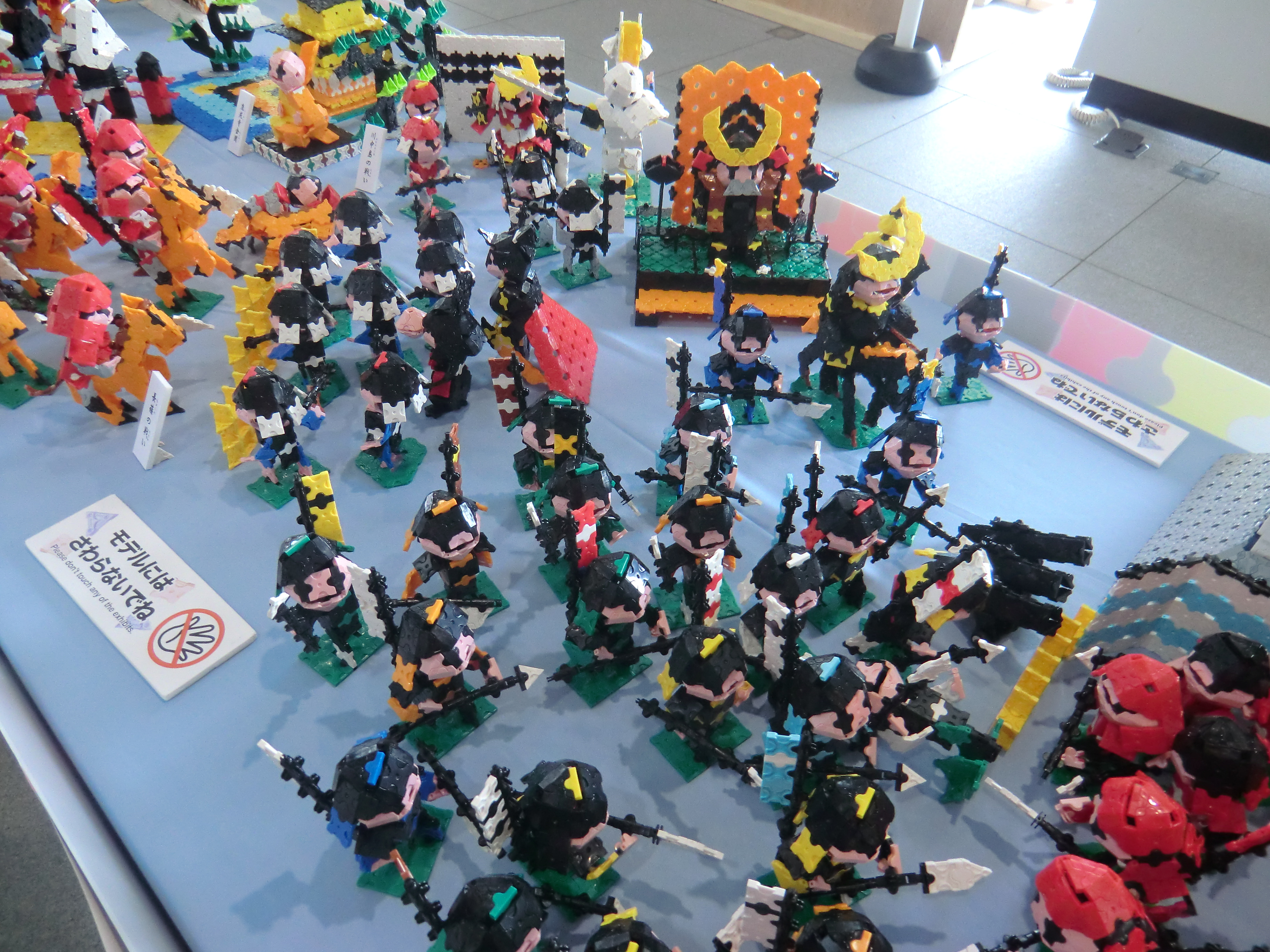
歴史絵巻ジオラマ （LaQフェスタより）

LaQは1994年に登場した、従来のブロックと異なり曲面や球体をつくることができるブロック。19色の2種類の基本パーツと、5種類のジョイントパーツで平面・立体・球体などさまざまな形を作ることができ、子供だけでなく大人も本格的に楽しめるようになっている。また、指先を使うため脳が活性化し、老人ホームなどでも認知症などによるぼけ防止などとして使われている。現在のLaQのキャッチコピーは、「Innovative and Creative」で、それ以前は「Art and Hobby Construction Kit」であった。子ども向けだけでなく、教育現場で使われることや書店から販路が拡大したことがあり、玩具店ではなく、書店で売られていることが多い。
また、1999年には「LaQ芸術祭 (LaQ ART FESTIVAL)」といったコンテストを開催。このコンテストは、LaQ作品はもちろんのこと、絵画、写真、詩、俳句、小説、漫画など、LaQに関連したテーマについてすべての創作活動を対象としている。現在に至って、これまでに数多くの作品が応募され、年間グランドチャンピオンに選ばれると賞状・賞金10万円が、年間チャンピオンに選ばれると賞状・賞金1万円がそれぞれ手に入る。現在、入賞者はオリジナルのガラス製トロフィーを手に入れることができるが、それ以前はクリアパーツで組み立てたオリジナルのトロフィーだった。もちろん、このトロフィーは分解することができたので、一部のクリアパーツを使ったオリジナルの作品を作ることもできた。

## パーツ

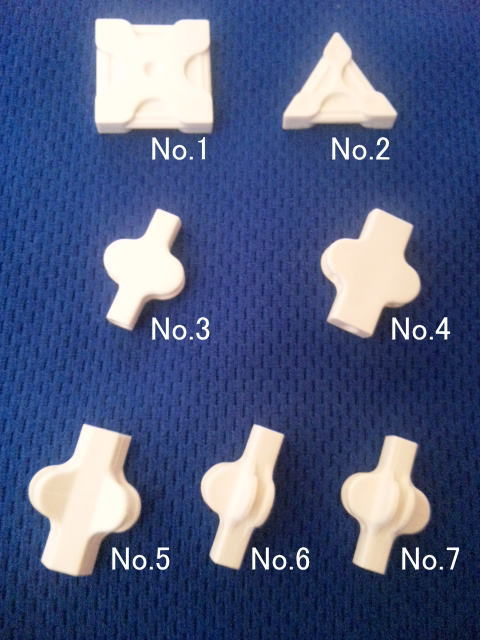
基本パーツとジョイントパーツ

全20色。基本パーツ2種類、ジョイントパーツ5種類、スペシャルパーツ9種類。

### 基本パーツ
ジョイントパーツでつないでいくことにより形ができていく。
No.1
正方形。4つの辺にジョイントパーツを取り付けることが出来る。すべての基本のパーツで、平面を作るときは立体物の表面に使われる。
No.2
正三角形。3つの辺にジョイントパーツを取り付けることができ、接続する方向を転換することができる。また、三角形になっている部分の表現や、球体を作るときなどにも使われる。

### ジョイントパーツ
基本パーツをつなぐ役目を持つパーツ。
No.3
基本パーツを平面状につなげていくパーツ。ジョイントパーツの基本。
No.4
No.3を太くしたもの。No.2で作った大きな三角形とNo.1を組み合わせるとき、平行して並ぶNo.1とNo.1の穴埋めに使う。
No.5
120度の角度がついたジョイントパーツで、曲面を表現するときに使う。
No.6
基本パーツを直角につなぐことができる。
No.7
基本パーツを3方向につなぐことができる。

### スペシャルパーツ
つくったモデルを動かしたりするなど特殊効果を生み出すパーツ。

#### ハマクロンパーツ
作ったモデルを動かすことが出来るパーツ。タイヤだけに限らず、くるくる回る様々な物も表現できる。
ちなみに、ハマクロンの語源はヨシリツ本社がある奈良県の「車輪」をあらわす方言「はまくろ」に由来する。
ホイール
ハマクロンシャフトを挿入することでくるくる回るようになる。また、側面の溝に基本パーツをつなぐことができる。
ミドルサイズホイール
ロングシャフトを挿入することでくるくる回るようになる。また、正面の溝にパーツをはめることができる。
タイヤ以外の部分は白色だが、ここが橙色になった限定カラーも存在する。
シャフト
ハマクロンホイールに挿入することで車軸となり、ホイールが回るときの軸となる。また、4方向に基本パーツをつなぐことができる。
ロングシャフト
ハマクロンミドルサイズホイールに挿入することで車軸となり、ホイールが回るときの軸となる。

#### ミニホイール
ミニ版のハマクロンパーツ。タイヤだけでなく、動物などの目玉として利用することもできる。
ミニシャフト
ミニホイールに挿入することでミニホイールを可動させる。また、ハマクロンシャフトと組み合わせることで、より複雑な動きを表現することができる。基本パーツを3方向に接続可能。

#### LaQヘッドバンド
バンド側面に基本パーツのジョイントがあり、LaQでつくった飾りを接続して頭に飾って遊ぶことが出来る。2009年ギフトセットで初登場。

#### パックスパーツ
基本パーツNo.1を縦2つ、横3つに並べた大きさの長方形と、基本パーツNo.2を6つ並べた大きさの正六角形がある。全4色。

#### クロスパーツ
4方向に基本パーツをつなぐことができる。ジョイントパーツNo.7にさらにもう1方向ジョイントを追加したような形状。
赤、黄色、白、黒、の4色がある。

#### ボールジョイント
色々な方向に曲がるパーツ。ハマクロンミニシャフトの先を丸くしたのが、BJ-A（ボールジョイントA）
BJ-Aを繋げるパーツを、BJ-B（ボールジョイントB）
基本的にBJ-A2つとBJ-B一つで、ほとんどの作品が作られている。

ヘキサジョイントパーツ
六方向に繋げられ、またシャフトを差し込める。

## 組み立て方
基本パーツと基本パーツをジョイントパーツで組み合わせて作っていく。組み立てるときはまっすぐ差し込み、取り外す場合は基本パーツとジョイントパーツを持って折るように外す。それぞれクリック音が鳴るので、きちんとくっついた・はずれたことが確認できる。
また、サイコロの場合はジョイントパーツの穴に押しピンを入れて開くように外し、球体の場合は手で包んで力をかける。ただし、押しピンを使用する際、怪我をしないよう注意が必要。
押しピン以外に、パーツリムーバーという分解専用の道具を使ってはずすこともできる。

## 書籍
- 『LaQ大百科』世界文化社 (2007/11/27) ISBN 978-4418071371
- 『はじめてのLaQ』世界文化社(2009/3/16) ISBN 978-4418091089
- 『つくれる! LaQ 1海の仲間たち』世界文化社 (2008/7/14) ISBN 978-4418081196
- 『つくれる! LaQ 2はたらく車』世界文化社 (2008/10/31) ISBN 978-4418081400
- 『つくれる! LaQ 3恐竜』世界文化社 (2009/4/20) ISBN 978-4418091164
- 『つくれる! LaQ 4昆虫～カブトムシ・クワガタたち～』世界文化社 (2009/7/16) ISBN 978-4418091287
- 『LaQランドの大冒険 - LaQあそびかた・つくりかた研究室』毎日コミュニケーションズ (2009/3/13) ISBN 978-4839930387
- 『LaQランド地下迷宮の謎 - LaQあそびかた・つくりかた研究室』毎日コミュニケーションズ (2011/2/1) ISBN 978-4839937515
- 『LaQ ABC BOOK』 世界文化社 (2010/6/21) ISBN 978-4418101191
- 『LaQスーパーテクニック』 世界文化社 (2010/11/19) ISBN 978-4418101474
- 『LaQで作るレッドデータアニマルズ』 世界文化社 (2011/7/29) ISBN 978-4418111251
- 『LaQで作る365日』 世界文化社 (2011/12/7) ISBN 978-4418111596
- 『かわいい!LaQ』 世界文化社 (2012/6/19) ISBN 978-4418121304
- 『LaQエントリーブック』 小学館 (2012/8/8) ISBN 978-4091065100
- 『LaQ恐竜ワールド』 小学館 (2018/1/31) ISBN 978-4091066091
- 『LaQ戦国ワールド』 東京堂出版 (2018/2/9) ISBN 978-4490209822